# فيتالي كليتشكو

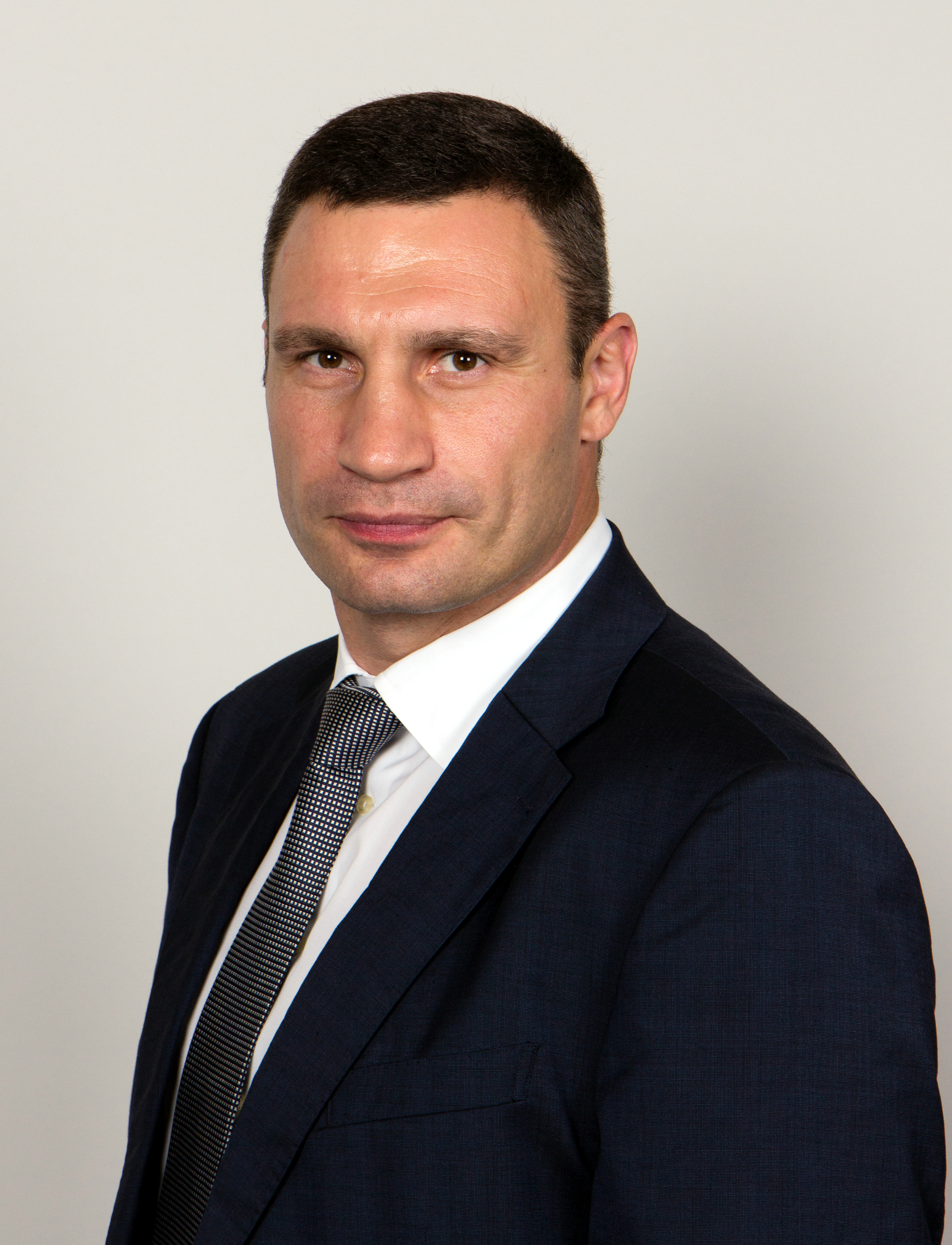
فيتالي كليتشكو.

فيتالي فولوديميروفيتش كليتشكو (بالأوكرانية: Віталій Володимирович Кличко) (بالأوكرانية: Віта́лій Володи́мирович Кличко́; مواليد 19 يوليو 1971 في بشكيك - قيرغيزستان) هو سياسي وزعيم معارضة أوكراني ومحترف ملاكمة سابق.
أعيد انتخاب كليتشكو لفترة ثانية كرئيس للبلدية في انتخابات كييف المحلية عام 2020، وحصل على 50.52٪ من الأصوات في الجولة الأولى من التصويت وبالتالي تجنب جولة الإعادة. في أعقاب الغزو الروسي لأوكرانيا، حظي كليتشكو والرئيس الأوكراني فولوديمير زيلينسكي بإشادة دولية باعتبارهما رمزين للمقاومة الأوكرانية.

## بطاقة حياته الشخصية
- الاسم الكامل: فيتالي فولوديميروفيتش كليتشكو
- تاريخ الميلاد: 19 تموز/يوليو 1971
- مكان الميلاد: بشكيك, جمهورية قيرغيزستان السوفييتية الاشتراكية, الاتحاد السوفييتي
- الحزب السياسي: التحالف الديمقراطي الأوكراني للإصلاح
- الزوجة: ناتاليا إيغوروفا (تزوج في 1996)
- الأولاد: ييغور-دانييل, إليزابيث-فيكتور, ماكس
- الدراسة الجامعية: جامعة تاراس شيفتشينكو الوطنية
- المهنة: سياسي, رجل أعمال
- الديانة: مسيحي أرثوذكسي أوكراني

## دخوله إلى السياسة

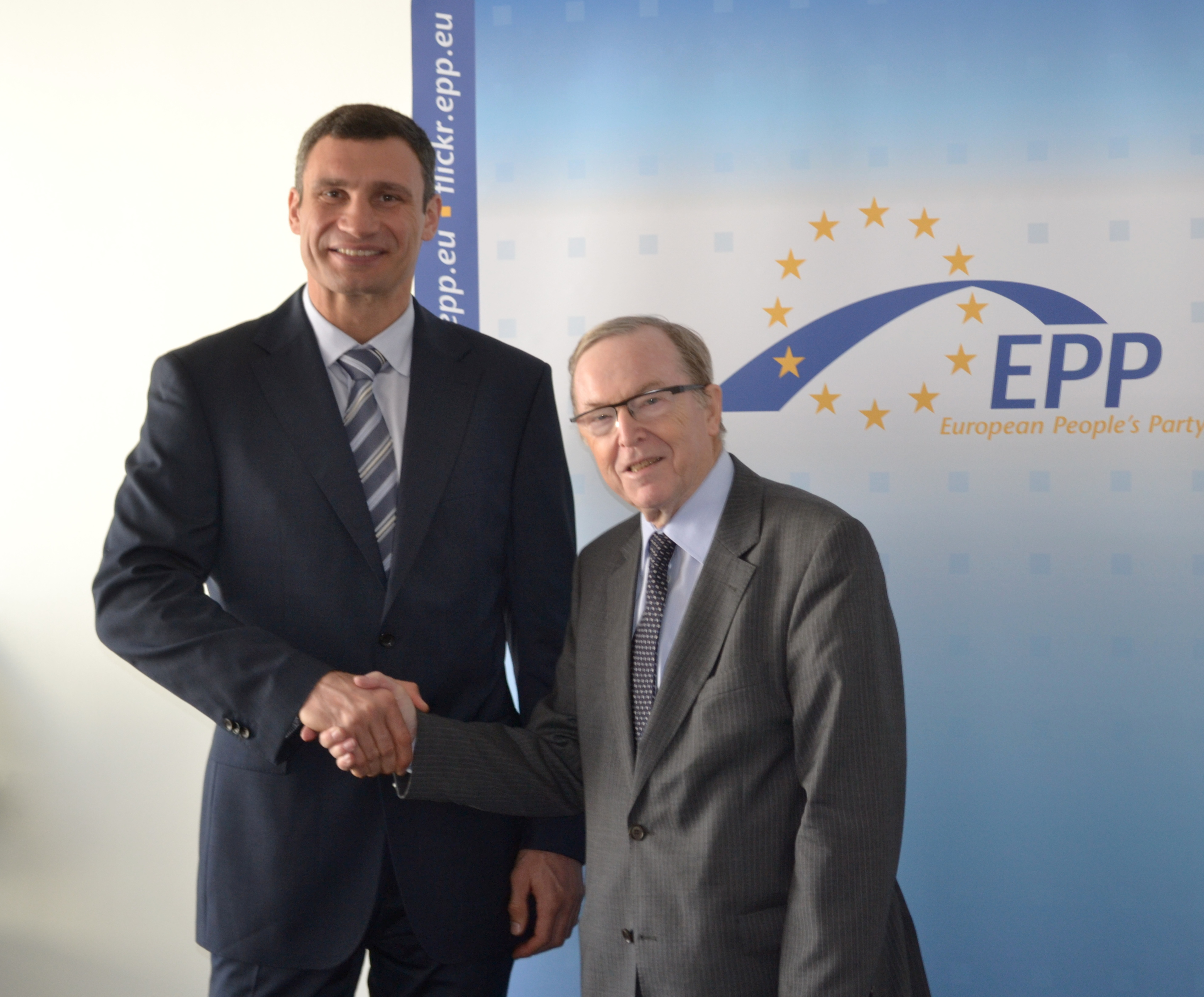
كليتشكو أعلن مع ويلفريد مارتينز, الرئيس السابق لحزب الشعب الأوروبي.

في 24 أكتوبر 2013، أعلن كليتشكو نيته الترشح للانتخابات الرئاسية المقررة عام 2015 في أوكرانيا, ولكن الخبراء والمحامون شككوا في إمكانيته لفعل ذلك لأن الدستور الأوكراني يفرض على كل مرشح أن يكون قد أقام في أوكرانيا بشكل دائم خلال العشر سنوات اللائي سبقن الانتخابات, ولا يتوفر هذا الشرط في كليتشكو لأنه كان يقيم في أوكرانيا وفي ألمانيا حيث له تأشيرة إقامة.

## وصلات خارجية
- فيتالي كليتشكو على موقع IMDb (الإنجليزية)
- فيتالي كليتشكو على موقع الموسوعة البريطانية (الإنجليزية)
- فيتالي كليتشكو على موقع مونزينجر (الألمانية)
- فيتالي كليتشكو على موقع قاعدة بيانات الفيلم (الإنجليزية)
- فيتالي كليتشكو على موقع كينوبويسك (الروسية)
- فيتالي كليتشكو على موقع بوكس ريك (الإنجليزية) (registration required)